# Neva
Neva (russisk: Нева́) er en flod i det nordvestlige Rusland, som udspringer fra søen Ladoga, løber gennem Leningrad oblast og Sankt Petersborg og munder ud i Den Finske Bugt. På trods af dens forholdsvis korte løb er Neva alligevel den tredjestørste flod i Europa, efter floderne Volga og Donau, målt på vandgennemstrømningen.

## Etymologi
Der er mindst tre versioner af oprindelsen af navnet Neva: fra det gamle finske navn Ladoga (finsk: Nevo dansk: ~ havet) fra finsk: neva (kort form af finsk: Nevajoki, Nevajärvi) dansk: ~ sump, eller fra svensk: ny - for ny flod. Bifloderne i floddeltaet blev først navngivet i slutningen af 1700-tallet.

## Geografi
Neva er 74 km lang, hvoraf 28 km ligger inden for Sankt Petersborg, mens resten ligger i regionen Leningrad oblast. Med udspring i Ladoga flyder den først mod sydvest, hvor den ved sit sydligste punkt flyder sammen med floden Tosna for igen at dreje mod nordvest og ende i Den Finske Bugt. Gennemsnitlig bredde er 400-600 meter, maksimumbredden 1.200 m. Maksimumdybden: 24 m. Nevas afvandingsareal inkluderer Ladoga og Onega, de to største søer i Europa, såvel som et stort område af det nordvestlige Rusland og det sydlige Finland.

## Historie
I middelalderen havde den brede og sejlbare flod stor betydning som en forbindelse mellem Østersøen og havnene på Volga, som førte videre til Orienten. Floden dannede også scenen for Slaget ved Neva (1240). Alexander Nevskij vandt slaget og reddede Rusland fra en invasion og tog sin titel "Nevskij" (dansk: ~ Af Neva) fra denne begivenhed.
I 1500-tallet lå det svenske fort Nyen ved udmundingen af floden, mens det russiske fort Oreshek, senere omdøbt til Shlisselburg, lå ved indløbet fra Ladoga. Det førstnævnte blev senere erstattet af Peter og Paul-fæstningen (russisk: Петропавловская Крепость, tr. Petropavlovskaja Krepost) i 1703.

## Trivia
- Alexander Nevskij tog sit navn efter Neva, efter at han i 1240 slog svenskerne i et slag på floden.
- Neva var navnet på en 200 fods (61 meter), tremastet korvet, som i 1804 blev det første russiske skib til at sejle rundt om Jorden. Det skete under orlogskaptajn Urey Fedorovich Lisianski.
- Grigori Rasputin druknede i Neva i 1916.
- Den russiske digter Anna Akhmatova medtog Neva i mange af sine digte.